# Uwe Grodd
Uwe-Alexander Grodd (* 29. November 1958 in Stuttgart) ist ein deutscher Dirigent und Flötist. Er ist Professor für Musik an der University of Auckland und zudem seit 1989 musikalischer Direktor des University Orchestra.

## Leben und Wirken
Geboren in Stuttgart studierte Grodd Linguistik und Psychologie an der Johannes Gutenberg-Universität Mainz, bevor er bei Manfred Schreier in Ludwigsburg das Dirigieren lernte. Zudem studierte er Flöte bei Werner Peschke. Nach dem Abschluss seines Studiums widmete sich Grodd weiter der Musik und wurde dabei beeinflusst durch Maestro Sergiu Celibidache und den Flötisten und Komponisten Robert Aitken. In Lugano und Zlín nahm er an internationalen Meisterkursen und Dirigentenwettbewerben teil. In der Folge wurde Grodd mit einem Graduiertenstipendium für das Weiterstudium am Banff Centre in Kanada ausgezeichnet.
Bereits kurze Zeit später war Grodd international als Musiker unterwegs und gab 1986 beim Besuch von Königin Elisabeth II. vor 250.000 Zuschauern während des Konzerts Symphony Under the Stars in Neuseeland, wo er sich später auch niederließ. Es folgten auch Fernsehauftritte in Deutschland, Italien, Rumänien, Tahiti und Neuseeland. Für das Radio Neuseeland nahm Grodd mehr als 60 Programme auf und wurde 1995 durch den Sender ausgezeichnet. In Neuseeland engagierte sich Grodd im Bereich der Orchestermusik und übernahm die musikalische Leitung der Auckland Choral Society, des Radio Nelson Chamber Orchestra, des Manukau Symphony Orchestra, der Orchestral Summer School at the Aotea Centre in Auckland und des St. Matthews Chamber Orchestra. Zudem war er als Gastdirigent und Flötist in weiteren Orchestern aktiv, darunter die Auckland Philarmonica und die Christchurch Symphony. Im Januar 1998 war er als künstlerischer Direktor des Internationalen Kammermusikfestivals tätig, welches jährlich im Rathaus von Auckland und im Napier Municipal Theatre stattfindet.
Ab 1999 veröffentlichte er Aufnahmen mit Werken von Carl Ditters von Dittersdorf, welche er mit dem Failoni Orchestra aufgenommen hatte. In der Folge kam er mit Aufnahmen von Symphonien von Ignaz Josef Pleyel bei der BBC Music in die Auswahl der Top 60 Discs of 2000. 2000 gewann er beim Cannes Classical Award den Best Eighteenth Century Orchestral Recording Classical Award für seine Einspielung der Symphonien von Johann Baptist Vanhal.
2003 wurde Grodd erstmals für die Händel-Festspiele Halle (Saale) als Dirigent verpflichtet. Grodd ist Professor für Musik an der University of Auckland und arbeitet hier unter anderem an der Aufnahme sämtlicher Werke von Ferdinand Ries.

## Veröffentlichungen (Auswahl)
- Joseph Haydn: Trios für Flöte, Violoncello und Klavier Hob. XV:15-17; Martin Rummel, Violoncello; Christopher Hinterhuber, Klavier – Naxos 8.572667 (2011)
- Ferdinand Ries: Piano Concertos Vol.5 – New Zealand Symphony Orchestra; Christopher Hinterhuber, Klavier – Naxos 8.572742 (2012)
- Ferdinand Ries: Piano Concertos Vol.4 – Bournemouth Symphony Orchestra; Christopher Hinterhuber, Klavier – Naxos 8.572088 (2010)
- Ferdinand Ries: Piano Concertos Vol.3 – Royal Liverpool Philharmonic Orchestra; Christopher Hinterhuber, Klavier – Naxos 8.570440 (2009)
- Ferdinand Ries: Piano Concertos Vol.2 – Gavle Symphony Orchestra; Christopher Hinterhuber, Klavier – Naxos 8.557844 (2007)
- Johann Nepomuk Hummel: Works for Piano and Orchestra – Gavle Symphony Orchestra; Christopher Hinterhuber, Klavier – Label: Naxos 8.557845 (2007)
- Ferdinand Ries: Piano Concertos Vol. 1 – New Zealand Symphony Orchestra; Christopher Hinterhuber, Klavier – Naxos 8.557638 (2006)